# قصر الحرملك
قصر الحرملك أحد القصور المكونة لقصر المنتزه بناه الملك فؤاد الأول سنة 1925 على الطراز الإيطالي، على يد المهندس الإيطالي فيروتشي والمهندس المصري حسن باشا العدوي، وأمر الملك فؤاد الأول بإنشاء هذا القصر بخلاف قصر السلاملك لتكون المقر الملكي للعائلة المالكة لقضاء فصل الصيف.
يتميز هذا القصر بالجمع بين الطرز الفنية المختلفة وأبرازها على الأطلاق الطراز البيزنطي بالأضافة إلى الطرازيين القوطي والكلاسيكي فضلا عن الطراز الإسلامي، يحتوي القصر على العديد من التحف والقطع الفنية الفرنسية الطراز كما يتميز بزخارفه التي صنعت على طراز الباروك والركوكو والذي يتكون من زخارف هندسية ونباتية متشابكة وهذا الطراز طراز اروبي.

## أقسام القصر
يتكون القصر من الداخل من قاعة وسطى أي فناء داخلي مغطى بارتفاع المبنى وتحيط به الأجنحة والغرف، حيث يتكون من ثلاث أدوار: الطابق الأرضي ويحتوي على عدة غرف وقاعات أهمها مكتب الملك وغرفة الطعام وغرفة البلياردو، أما الطابق الأوسط حيث حجرات الوصيفات والشمشرجية وهي طبقة تخدم الأميرات والملك.
أما الطابق العلوي والذي يحوي جناحي الملك والملكة يربطهما شرفة عريضة. وكذلك توجد بعض الغرف الخاصة بالأميرات، يتميز هذا الطابق أيضا بغرفة عرفت بغرفة ولي العهد والتي صنعت أرضيتها من الفلين المضغوط حتى تمنع أصوات أقدام الداخل لعدم أزعاج الطفل النائم، وفي عهد الملك فاروق تم تجديد القصر وقام بحفر سرداب يربط بين القصر والبحر لكي يتم استخدامه في حالة حدوث أي حصار أو هجوم. وقد قامت الثورة في 23 يوليو 1952 قبل الانتهاء من حفر هذا السرداب.

## معرض الصور

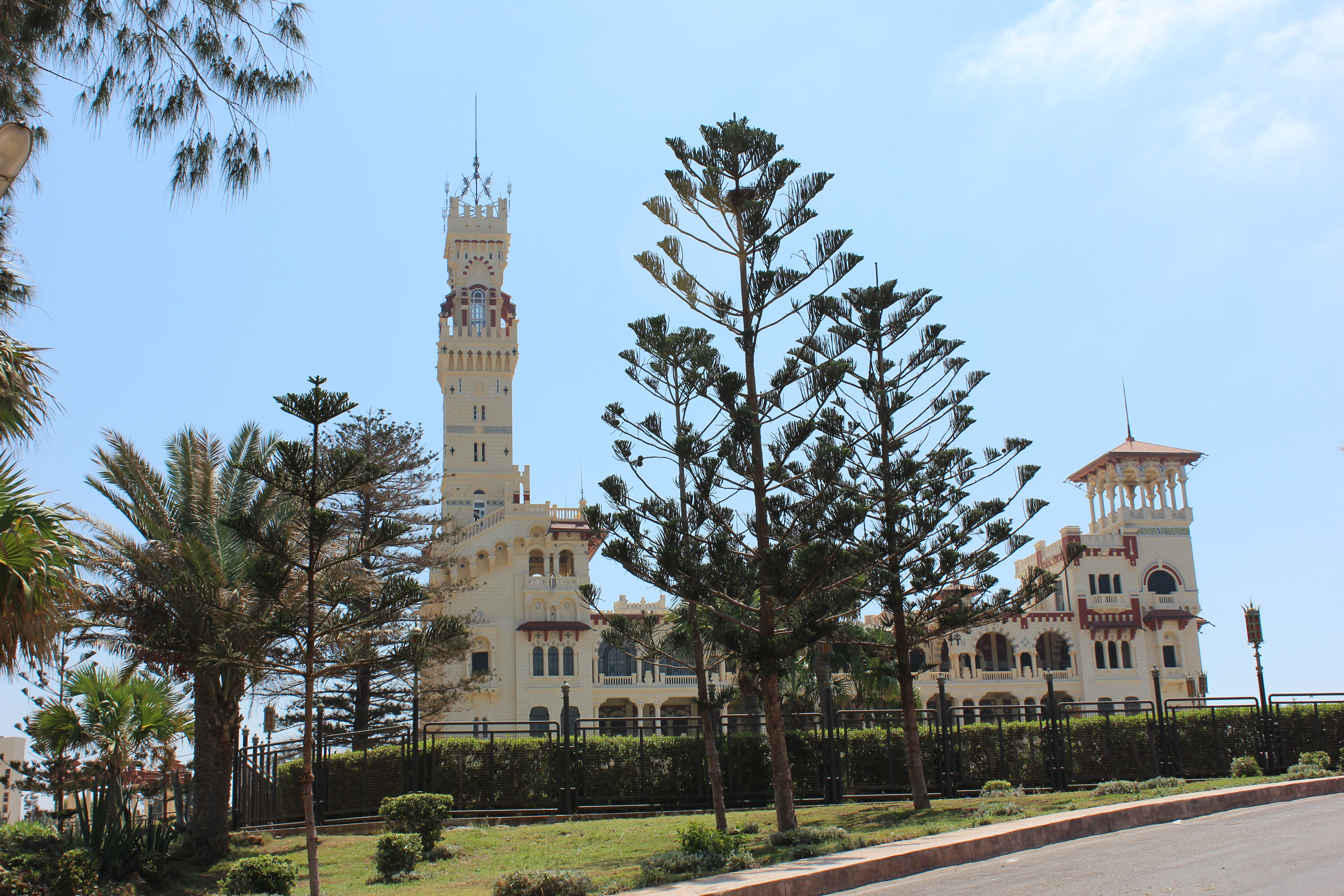
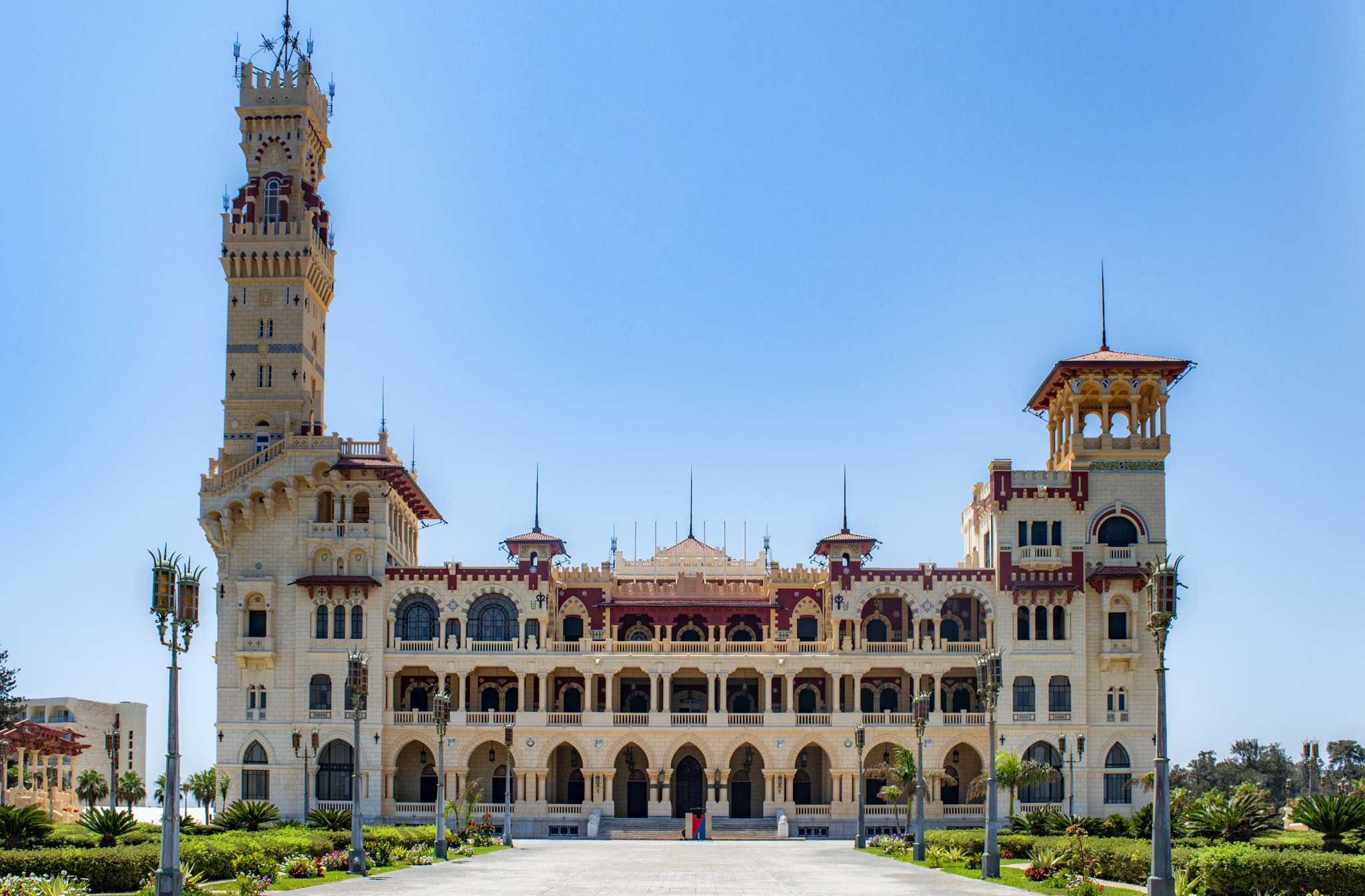
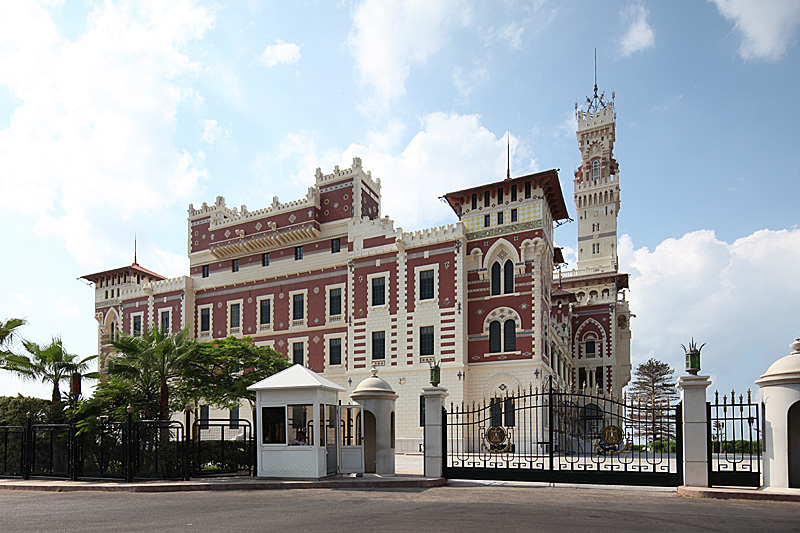
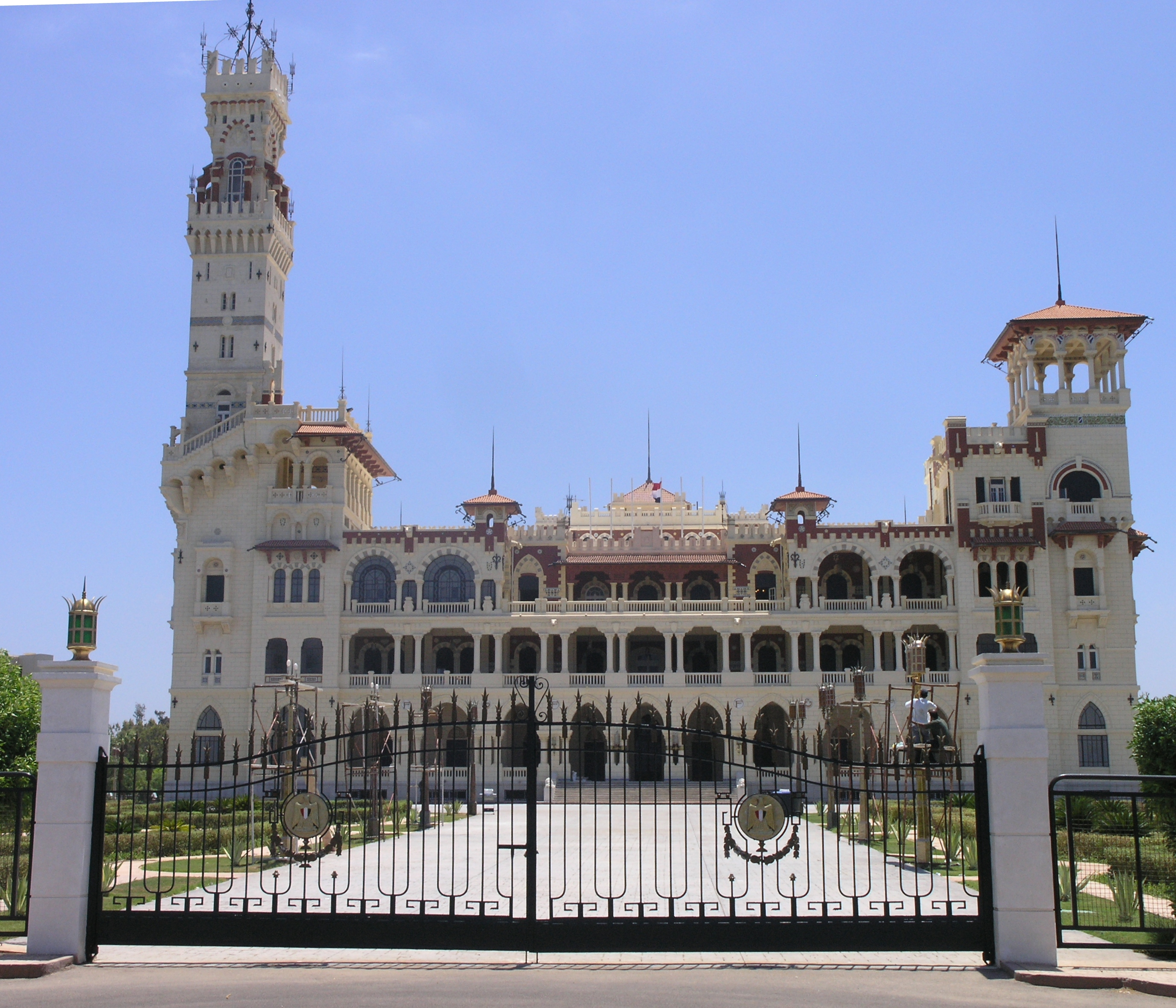
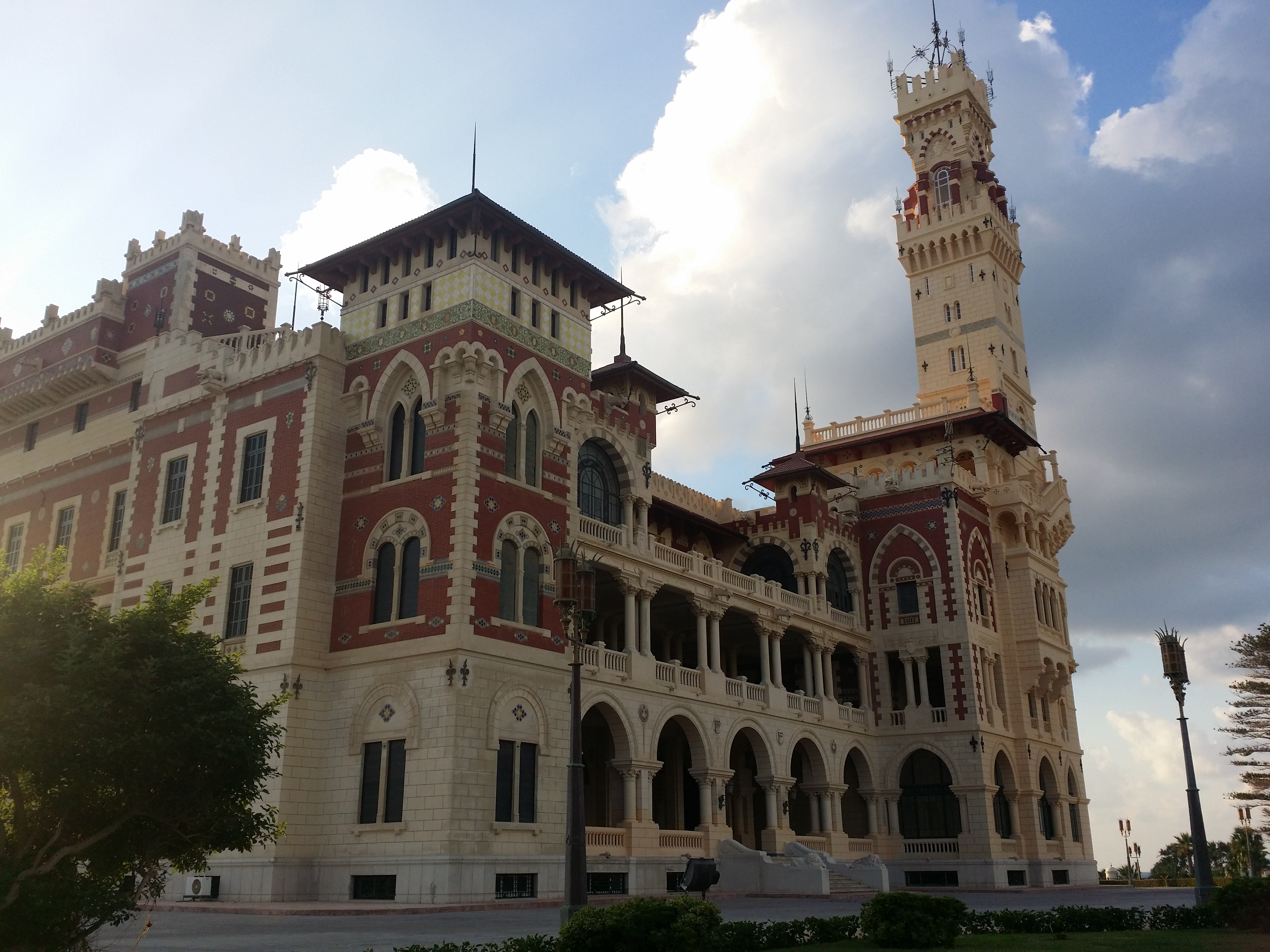
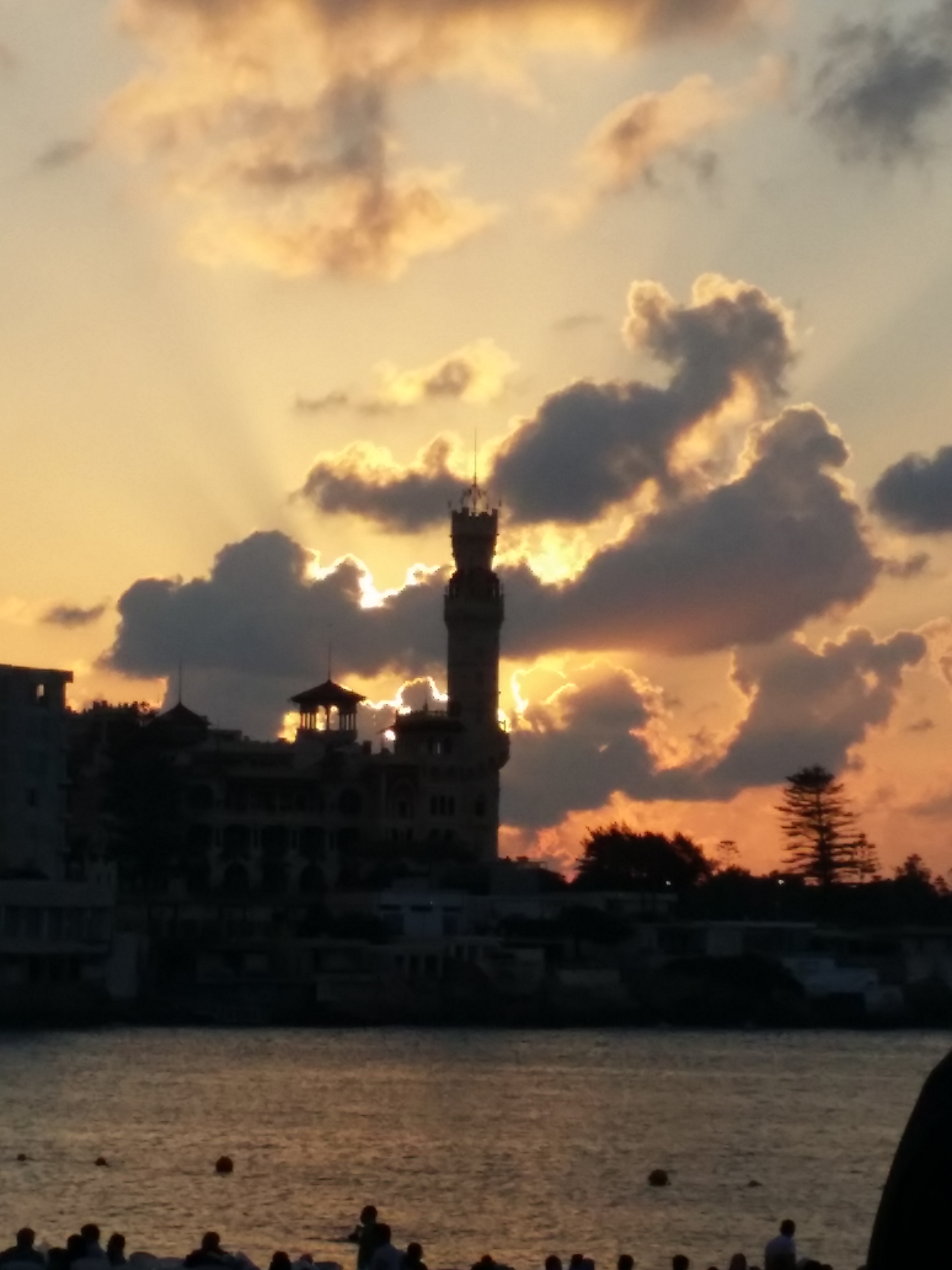
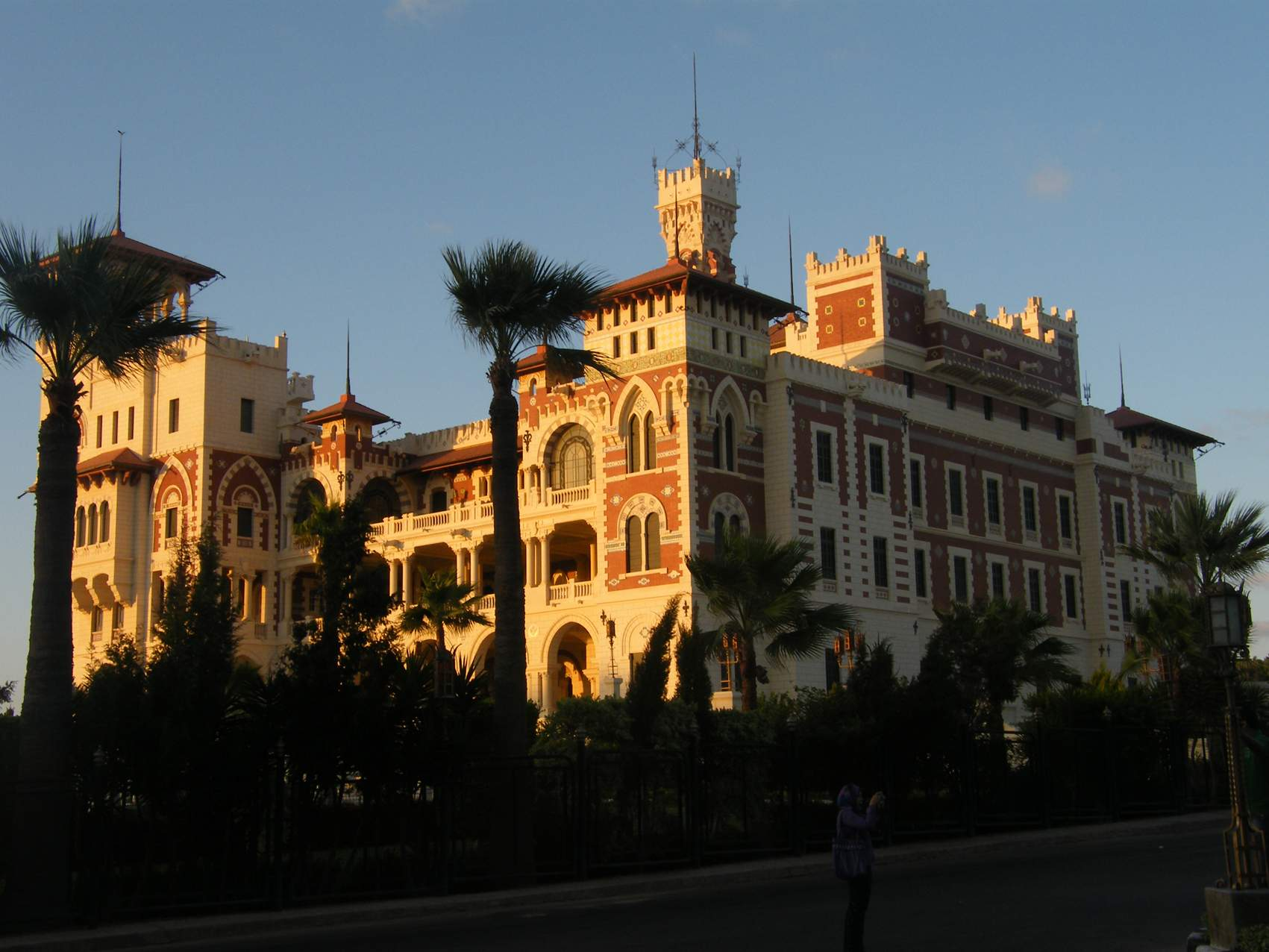
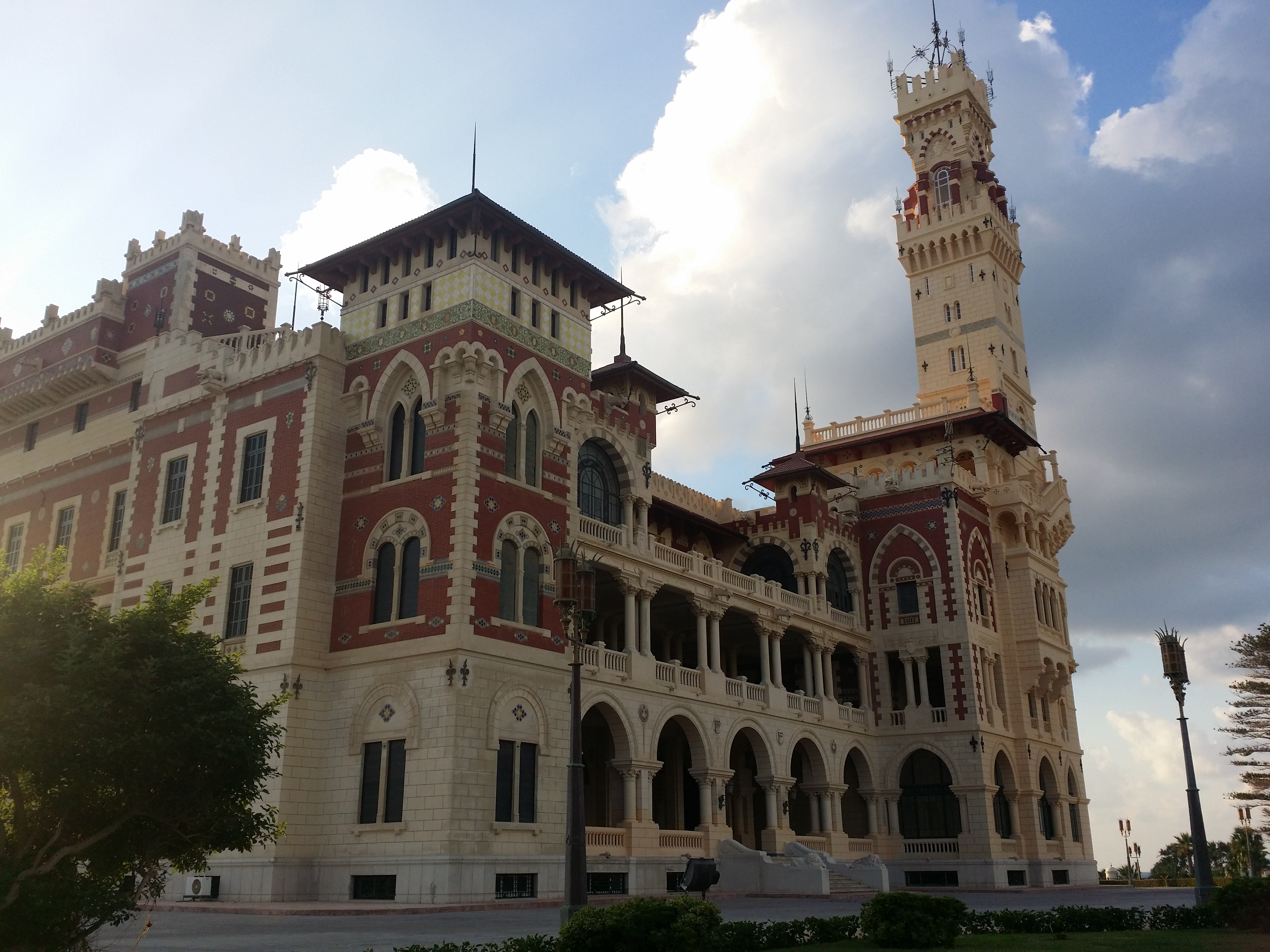
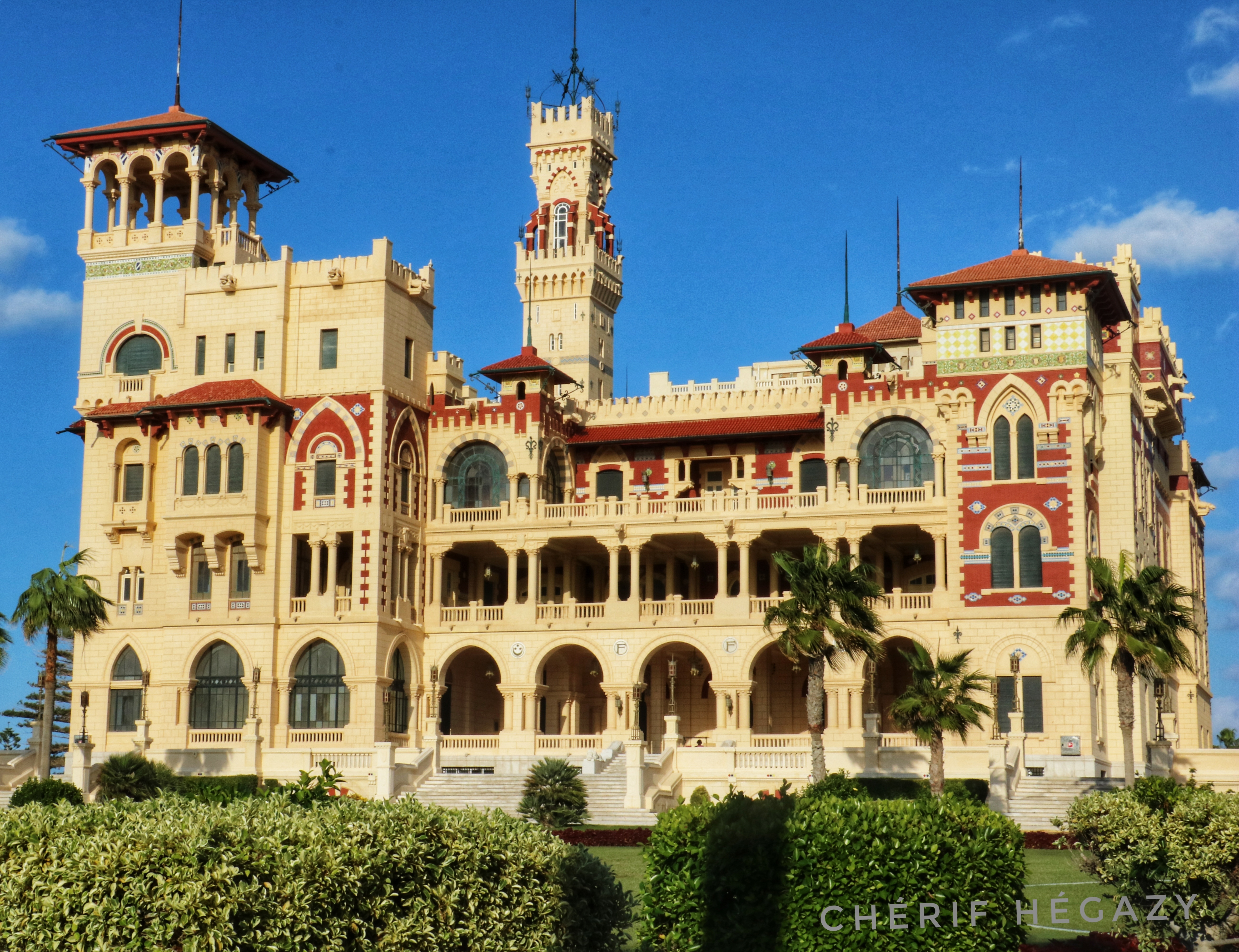
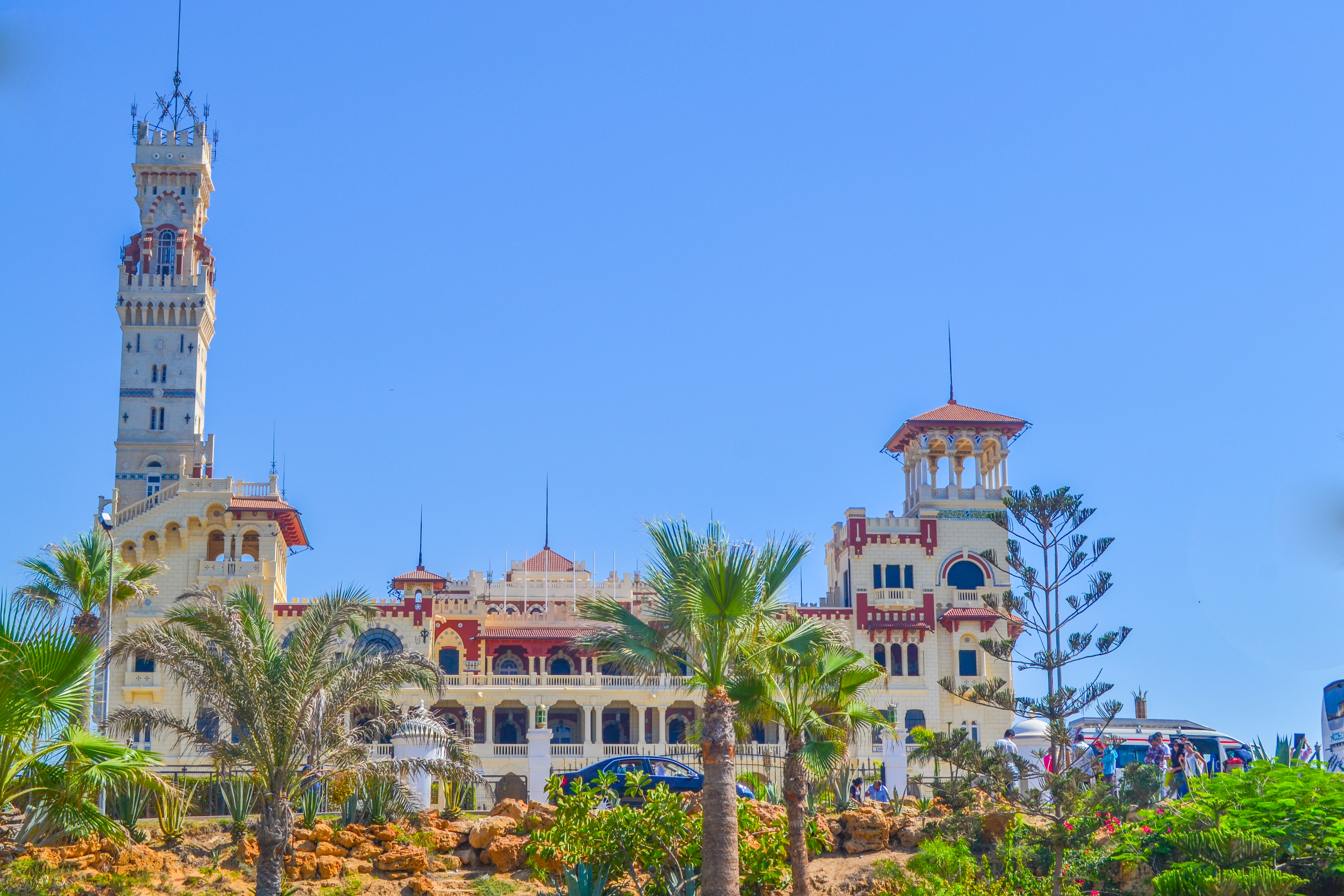
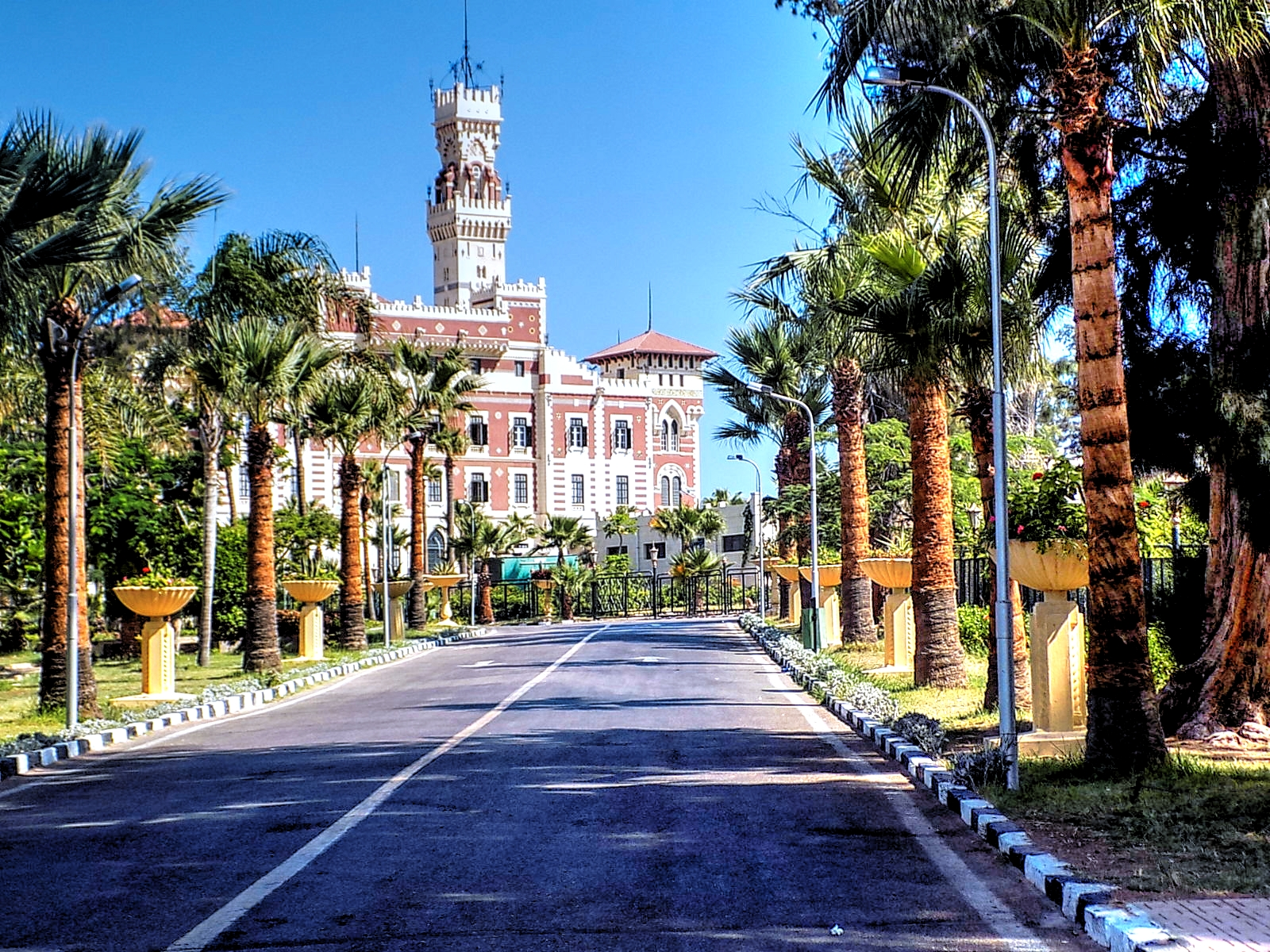

## وصلات خارجية
- فيديو عن قصر الحرملك على موقع يوتيوب.